# Aidano Schmuckher
Aidano Schmuckher, (Genova, 23 ottobre 1921 – Genova, 29 novembre 1996) è stato uno scrittore e giornalista italiano, fra i maggiori studiosi di cultura, folklore ed etnografia ligure, temi a cui dedicò una produzione letteraria molto prolifica.

## Biografia
Frequentò l'Istituto Magistrale Littoria a Genova. Iniziò i suoi studi universitari presso il Regio Istituto di Economia e Commercio di Venezia per il corso di laurea in Lingue e Letterature straniere, sostenendo esami fino al '46 (pur con un'interruzione di alcuni anni a causa della guerra), anno in cui passò all'Istituto Universitario di Magistero di Genova, laureandosi, nel '57 in Pedagogia.
Intanto, fra il 1947 e il 1948, collaborò con la Biblioteca del Museo di storia naturale di Genova, Giacomo Doria. 
Nel 1960 ottenne l'abilitazione all'insegnamento di lingua e letteratura italiana, storia e geografia, nelle scuole di ogni ordine e grado. Insegnò prevalentemente nelle scuole elementari e medie e, in seguito, per alcuni anni, anche nelle scuole superiori serali, oltre a collaborare con l'UNI.T.E. (Università della terza età).
Iniziò la sua carriera giornalistica negli anni '50 , occupandosi inizialmente di critica teatrale e cinematografica e collaborando con diverse riviste culturali: Cenobio (Svizzera), Lares (Bari), Storia e medicina popolare (Roma), Il Cantastorie (Reggio Emilia). Curò e condusse diversi cineforum per ragazzi e adulti.
Verso la fine degli anni '40 fondò una casa editrice, la TYPIS, che pubblicò anche collane di pregio per circa quindici anni.
Dal 1957 fu iscritto all'albo dei pubblicisti.
Collaborò con diverse testate giornalistiche genovesi: Il Secolo XIX, Il Cittadino, Il Corriere Mercantile, La Gazzetta del lunedì e altri quotidiani.
Nell'anno scolastico 1959/60 realizzò un corso di trasmissioni radiofoniche, allo scopo di offrire ad insegnanti e alunni spunti per ricerche e studi ambientali. Nel 1961 conseguì il titolo di "Specializzazione in cinematografia didattica" a Torino, presso l'Istituto Professioni Nuove del Ministero della Pubblica Istruzione.
Scrisse il soggetto per una serie di cartoni animati didattici: Le disavventure di Pic e, negli anni in cui fu insegnante nella scuola elementare Da Passano (Genova - via Montaldo), girò dei brevi documentari didattici con gli stessi suoi alunni.
Collaborò con riviste e settimanali per ragazzi ed educatori: Lo Scolaro, Segnalibro, Almanacco della letteratura giovanile (Firenze 57/58), Schedario, Vita Meravigliosa, Andersen ed altre.
Iniziando dallo studio del teatro e del cinema ligure, alla fine degli anni '50 si dedicò in modo particolare alla storia delle tradizioni popolari di Genova e della Liguria e fu autore di molte opere sul folklore, la storia e le tradizioni locali, toccando tutti gli ambiti della vita: dalla nascita al matrimonio, la morte, la vita religiosa, la musica, la stregoneria, il lavoro, la cucina, ecc., spaziando anche oltre i confini della Liguria, al fine di scoprire relazioni e similitudini con le tradizioni popolari di altre regioni italiane.
Curò anche un Dizionario genovese pei bambini - con tavole illustrate e con l'aggiunta di detti e proverbi ( Tolozzi ed. 1981 ).
Fu direttore del settimanale Il Comune di Genova, edito dall'amministrazione civica, e anche direttore responsabile del bollettino de A Compagna.  Negli anni '70 lavorò come responsabile alle pubbliche relazioni del Provveditorato agli Studi di Genova.
Nel 1972 fondò e diresse, fino al 1992, un periodico semestrale dove raccoglieva e pubblicava i frutti delle sue ricerche storiche e articoli suoi e di altri appassionati del folklore ligure: Archivio per le tradizioni popolari della Liguria .
Il suo poliedrico e approfondito lavoro di ricerca sfociò in una grande opera complessiva, in tre volumi: Folklore di Liguria, edito dalla Cassa di Risparmio di Genova e Imperia.
Geo Pistarino, preside della Facoltà di Lettere dell'Università di Genova, nella prefazione a Folklore di Liguria scrisse: "(...) la sua è una visione globale che spazia dalle parlate alle fasi della vita umana, i giochi infantili, la scuola, l'amore e il matrimonio, la vita militare e il patriottismo, la vecchiaia e la morte, dal mare alla vita religiosa, dalla stregoneria alla musica, dalla danza alle feste. (...)".
Nel 1973 il Comune di Genova designò Aidano Schmuckher membro dell'Assemblea dell'Ente Autonomo del Teatro Stabile di Genova .
Nel 1978 fondò, con alcuni amici, l'Accademia del Pesto, con tanto di Statuto, il cui intento è quello di valorizzare, meglio far conoscere la sana cucina della nostra terra e i suoi rari, ma delicatissimi vini. Tra l'altro, Schmuckher fu definito "pestologo" da Gigi Marzullo (giornalista e conduttore televisivo), nell'ambito della manifestazione Telethon '91 che, in parte, si svolse a Genova.
Negli anni '80 fu delegato regionale della F.E.R.P.I. ligure (Federazione Relazioni Pubbliche Italiana).
Curò le trasmissioni di Vegia Zena per Ondaradio102
Assieme a Edward Neill pubblicò due raccolte di canti popolari liguri e trallalero: "Canti popolari della vecchia Genova (registrati dal vivo)" e "I Arrecheuggeiti" raccolta di trallalero liguri (33gg) per A Compagna. Scrisse assieme a Bergoet ed E. Bergonzi una canzone genovese,  "Tiatro Carlo Felice" (Teatro Carlo Felice) cantata da Bruno Screpis- Quintetto Frixione (edita da Discografica Genovese Bergoet D.G.B.-45gg), e partecipò nell'agosto '62 al 1° Festival della canzone Ligure , a cura dell'Azienda di Soggiorno di Chiavari, con una canzone "Ventixeu settembrin" di cui scrisse il testo per la musica di Mainardi .
Ricevette molti premi e riconoscimenti e in particolare il Premio Caffaro, per "Teatro e spettacolo a Genova e in Liguria" (1976, il Premio "Rina Govi" (Milano1986) "(...) per il lungo ,illuminato, intelligente impegno nello studio, difesa e valorizzazione del patrimonio culturale ligure (...)"e altri riconoscimenti non meno importanti. 
Anche molti personaggi genovesi di spicco , dal punto di vista culturale, hanno espresso grande ammirazione  per i suoi studi curando le prefazioni dei suoi libri. Cesare Viazzi, direttore della sede regionale della RAI, nella prefazione al libro Teatro e spettacolo a Genova e in Liguria (III ed. 1988), definisce Schmuckher: "uno dei pochi genovesisti".
L'avvocato Giovanni Salvarezza, presidente del Teatro di Genova (fino al 2006), scrive nella prefazione a Teatro e spettacolo a Genova e in Liguria (II ed. 1976, Premio Caffaro): "(...) l'opera, mentre salva una mole di note ed informazioni che, se lo Schmuckher non avesse fermato sulla carta del suo libro, sarebbe andata perduta, è altresì notevole per l'ottima 'traccia' storica (...)".
L'avvocato Gianni Dagnino, allora presidente della Cassa di Risparmio di Genova e Imperia, scrive nella presentazione a Folklore di Liguria: "(...) quest'ampia ricerca del dott. Aidano Schmuckher è frutto del paziente lavoro dello studioso genovese durato vent'anni. (...)".
Fu Schmuckher a scoprire la Raccolta di proverbi e detti, sentenze e massime di Martin Piaggio – da un manoscritto inedito pubblicato dall'Istituto Geografico Agostiniano (Genova, 1970)  e, negli anni '70, un inedito testo teatrale manoscritto, sempre di Martin Piaggio, del quale curò la traduzione dal genovese all’italiano: Le gelosie del signor Regina. A questo proposito Ivo Chiesa, allora direttore del Teatro Stabile di Genova, si complimentò per il reperimento del testo teatrale di Martin Piaggio, sottolineandone l'importanza, considerando il non ricco settore della drammaturgia genovese. 
Il lavoro di Schmuckher ,sulla tradizione popolare, non si è fermato entro i confini regionali ,come già detto ,che invece sono stati oltrepassati al fine di capire , conoscere e far conoscere relazioni e legami con altre realtà italiane, aveva infatti contatti con centri culturali e musei di altre regioni ma anche con altri Paesi  come Francia e Spagna. Questo spaziare si può evincere dal suo curriculum, già notevole negli anni '60, soprattutto per quanto riguarda lo spettacolo nell'ambito della tradizione popolare ligure.
Ha scritto di Schmuckher ,Luca Ponte  ,anche lui appassionato scrittore ligure :(...) io non conoscevo l'uomo, bensì assai bene la personalità della sua penna e dunque il suo rapporto d'amore per la nostra terra così come nei suoi libri esso è rivelato sia dall'evidente scrupolosità delle sue ricerche che dalla serietà dignitosa delle sue opinioni  (penso alle sue recensioni alle pubblicazioni su argomenti liguri ),e, non ultimo, dalla sua prosa sempre capace di coinvolgere e interessare , indizio infallibile dello spirito che lo muoveva (...) -(Luca Ponte è autore ,con Marilena Mezzatesta, di libri di argomento genovese e ligure tra i quali :Stoja do Belin, Le Genovesi e altri ancora). 
Aidano Schmuckher è morto il 29 novembre 1996 nella sua casa di Genova. 

## Premi
- Premio Caffaro 1976

- Premio Rotary Club 1975[15]
- Premio Regionale Ligure, 1978[26]
- Premio Cultura Ligure 1978
- Premio Rina Govi-Milano 1986[15]
- Premio Euroassemblaggio Cultura- Spoleto 1990
- Premio Trent'anni di Giornalismo 1991
- Premio Luigi De Martini -ACompagna- 1993[10]

## Opere
- Aidano Schmuckher, Piccola storia del film sulla danza, Cenobio, 1959.
- Aidano Schmuckher, Inquadrature e dissolvenze, Cenobio, 1961.
- Aidano Schmuckher, Dizionario dei registi, Cineclub Boggiano, 1962.
- Aidano Schmuckher, Teatro e spettacolo a Genova, Mondani Editore, 1963.
- Aidano Schmuckher, Danza, folklore ed etnografia nel cinema, Cineclub Boggiano, 1965.
- Aidano Schmuckher e Cesare G. Romana, Il mito di Govi, Centro studi genovesi, 1967.
- Aidano Schmuckher, La cabala genovese de "Chiaravalle di Casamara", A. Piovani, 1969.
- Aidano Schmuckher, Canti popolari liguri, Erga, 1970.
- Aidano Schmuckher, Il «Torototella», Leo S. Olschki Editore, 1971.
- Giuseppe Delfino e Aidano Schmuckher, Stregoneria, magia, credenze e superstizioni a Genova e in Liguria, Olschki Editore, 1973, ISBN 9788822221599.
- Aidano Schmuckher, Album fotografico di Genova antica, Mondani Editore, 1974.
- Aidano Schmuckher, La vera cucina di Genova e della Liguria, Mondani Editore, 1975.
- Aidano Schmuckher, Imperia e la sua provincia, Carige, 1975.
- Aidano Schmuckher, Album fotografico di San Fruttuoso e Valbisagno antiche, Mondani Editore, 1975.
- Aidano Schmuckher, Album fotografico di Sestri e Pegli antiche, Mondani Editore, 1976.
- Aidano Schmuckher, Album fotografico di Albaro Foce e Sturla antiche, Mondani Editore, 1976.
- Aidano Schmuckher, Album fotografico di Nervi Quinto e Quarto antiche, Mondani Editore, 1976.
- Aidano Schmuckher, Album fotografico di Sampierdarena antica, Mondani Editore, 1976.
- Aidano Schmuckher, Album fotografico di Milano antica, Mondani Editore, 1976.
- Aidano Schmuckher, Sampdoria: Album storico fotografico, Tolozzi, 1976.
- Aidano Schmuckher, Genova scomparsa, Mondani Editore, 1977.
- Aidano Schmuckher, Malavita, ruberie, delitti e processi di ieri e di oggi a Genova e in Liguria, Mondani Editore, 1977.
- Aidano Schmuckher, Locali e zone malfamate della vecchia Genova e del Genovesato, Mondani Editore, 1977.
- Aidano Schmuckher, La cucina di Genova e della Liguria dall'A alla Z, Mondani Editore, 1978.
- Aidano Schmuckher, Genova e dintorni ieri e oggi, Mondani Editore, 1979.
- Aidano Schmuckher, Genova curiosa, Mondani Editore, 1979.
- Marcello Staglieno e Aidano Schmuckher, I proverbi genovesi, Mondani Editore, 1979.
- Aidano Schmuckher, Pesto e mortâ: il grande libro della cucina ligure, Mondani Editore, 1980.
- Aidano Schmuckher, Dizionario genovese pei bambini, Tolozzi, 1981.
- Aidano Schmuckher, Parolle succide Zeneixi, Mondani Editore, 1981.
- Aidano Schmuckher, Il Grande Libro delle conserve liguri, Mondani Editore, 1981.
- Aidano Schmuckher, Costumi, maschere, trallaleri di Genova e della Liguria, Valenti Editore, 1982.
- Aidano Schmuckher, Avegno: storia, arte, costume, s.i.t., 1982.
- Aidano Schmuckher, La cucina di Genova e della Liguria dall'A alla Z, Guido Mondaini Editori, 1984.
- Aidano Schmuckher, Album di Diano Marina, Dominici, 1987.
- Aidano Schmuckher, Storia del teatro Carlo Felice, Compagnia dei Librai, 1987.
- Aidano Schmuckher, I gatti a Genova e in Liguria, Archivio per le tradizioni popolari della Liguria, 1987.
- Aidano Schmuckher, Teatro e spettacolo a Genova e in Liguria, Mondani Editore, 1988.
- Aidano Schmuckher, Folklore di Liguria 1 - Nascita, matrimonio, lavoro, Microart's Edizioni, 1989.
- Aidano Schmuckher e Sergio Carbone, Avegno: Testana - Salto - Vexina, Alkaest, 1990.
- Aidano Schmuckher, Folklore di Liguria 2 - Mare, feste, mangiare e bere, Microart's Edizioni, 1991.
- Aidano Schmuckher, Folklore di Liguria 3 - Spettacolo, famiglia, vecchiaia, Microart's Edizioni, 1992.